# Thomas Kahlenberg
Thomas Kahlenberg (Hvidovre, Danska, 20. ožujka 1983.) je bivši danski nogometaš i nacionalni reprezentativac. S Brøndbyjem je osvojio dva naslova nacionalnog prvaka dok je 2004. proglašen najboljim danskim nogometašem do 21. godine.

## Karijera

### Klupska karijera
Kahlenberg je nogomet počeo igrati za lokalni Hvidovre IF da bi nakon toga otišao u Brøndby za koji je nastupao u juniorskom i seniorskom sastavu. Prvu utakmicu na seniorskoj razini odigrao je 2002. nakon što je njegov juniorski trener Tom Køhlert sredinom iste godine promoviran u trenera prve momčadi.
Prvu prvenstvenu utakmicu Kahlenberg je odigrao 12. svibnja 2002. protiv rivala FC Kopenhagena. Te sezone igrač je osvojio svoj prvi naslov danskog prvaka. Sljedeće godine igrač je s klubom osvojio nacionalni kup a 2005. dvostruku krunu.
U srpnju 2005. Thomas Kahlenberg je prodan francuskom Auxerreu za 2,5 milijuna GBP. Igrač je s klubom potpisao četverogodišnji ugovor te je bio najbolji asistent u Ligue 1. Tijekom četiri sezone u klubu, Kahlenberg je odigrao 130 prvenstvenih utakmica te je zabio 19 pogodaka.
Njemački bundesligaš VfL Wolfsburg dovodi igrača u svoje redove u svibnju 2009. za 4 milijuna eura. Međutim, Kahlenberg se ubrzo ozlijeđuje dok oporavak traje do listopada. Odmah nakon povratka na nogometne terene, igrač je odigrao svoju prvu bundesligašku utakmicu protiv Mainza koja je završila s 3:3.
Tijekom zimskog prijelaznog roka, Kahlenberg je otišao na posudbu u francuski Evian gdje se pridružio sunarodnjacima Christianu Poulsenu, Stephanu Andersenu i Danielu Wassu. Završetkom sezone igrač se vraća u matični VfL Wolfsburg.

### Reprezentativna karijera
Thomas Kahlenberg je nastupao za sve danske omladinske reprezentacije prije nego što je 2003. debitirao za seniorski sastav. Također, 2004. godine je proglašen najboljim danskim igračem do 21. godine.
Prvu utakmicu za Dansku odigrao je 30. travnja 2003. u prijateljskom susretu protiv Ukrajine. Izbornik Morten Olsen uvrstio ga je na popis igrača za Euro 2004. te je bio najmlađi danski reprezentativac ondje ali nije odigrao niti jednu utakmicu.
Od drugih velikih natjecanja, Kahlenberg je nastupao na Svjetskom prvenstvu u Južnoj Africi 2010. i EURU 2012. u Poljskoj i Ukrajini.

#### Pogodci za reprezentaciju
| #  | Datum              | Mjesto             | Protivnik | Pogodak | Rezultat | Natjecanje                              |
| -- | ------------------ | ------------------ | --------- | ------- | -------- | --------------------------------------- |
| 1. | 1. rujna 2006.     | Kopenhagen, Danska | Portugal  | 2 : 1   | 4 : 2    | Prijateljska utakmica                   |
| 2. | 21. studenog 2007. | Kopenhagen, Danska | Island    | 3 : 0   | 3 : 0    | Kvalifikacije za Euro 2008.             |
| 3. | 21. studenog 2007. | Stockholm, Švedska | Švedska   | 1 : 0   | 1 : 0    | Kvalifikacije za Mundijal u JAR-u 2010. |
| 4. | 7. rujna 2010.     | Kopenhagen, Danska | Island    | 1 : 0   | 1 : 0    | Kvalifikacije za Euro 2012.             |
| 5. | 7. rujna 2014.     | Kopenhagen, Danska | Armenija  | 2 : 1   | 2 : 1    | Kvalifikacije za Euro 2016.             |

## Osvojeni trofeji

### Klupski trofeji
| Klub    | Trofej           | Sezona / godina |
| Danska  | Danska           | Danska          |
| ------- | ---------------- | --------------- |
| Brøndby | Dansko prvenstvo | 2001./02.       |
| Brøndby | Danski kup       | 2003.           |
| Brøndby | Dansko prvenstvo | 2004./05.       |
| Brøndby | Danski kup       | 2005.           |

### Individualni trofeji
| Trofej                              | Godina |
| ----------------------------------- | ------ |
| Najbolji danski igrač do 21. godine | 2004.  |

## Vanjske poveznice
- Igračev profil na web stranicama Danskog nogometnog saveza  Arhivirana inačica izvorne stranice od 20. srpnja 2012. (Wayback Machine)